# Saskia Mulder
Saskia Mulder (født 25. november 1978) er en tidligere kvindelig hollandsk håndboldspiller, som optrådte for Hollands kvindehåndboldlandshold.
Hun skiftede i 2003 til Viborg HK, efter at have været i GOG, siden 1999.